# Betula maximowicziana
Betula maximowicziana — вид квіткових рослин з родини березових (Betulaceae). Росте на сході Азії.

## Таксономічні примітки
Синоніми: Betula candelae Koidz., Betula maximowiczii Regel..

## Біоморфологічна характеристика

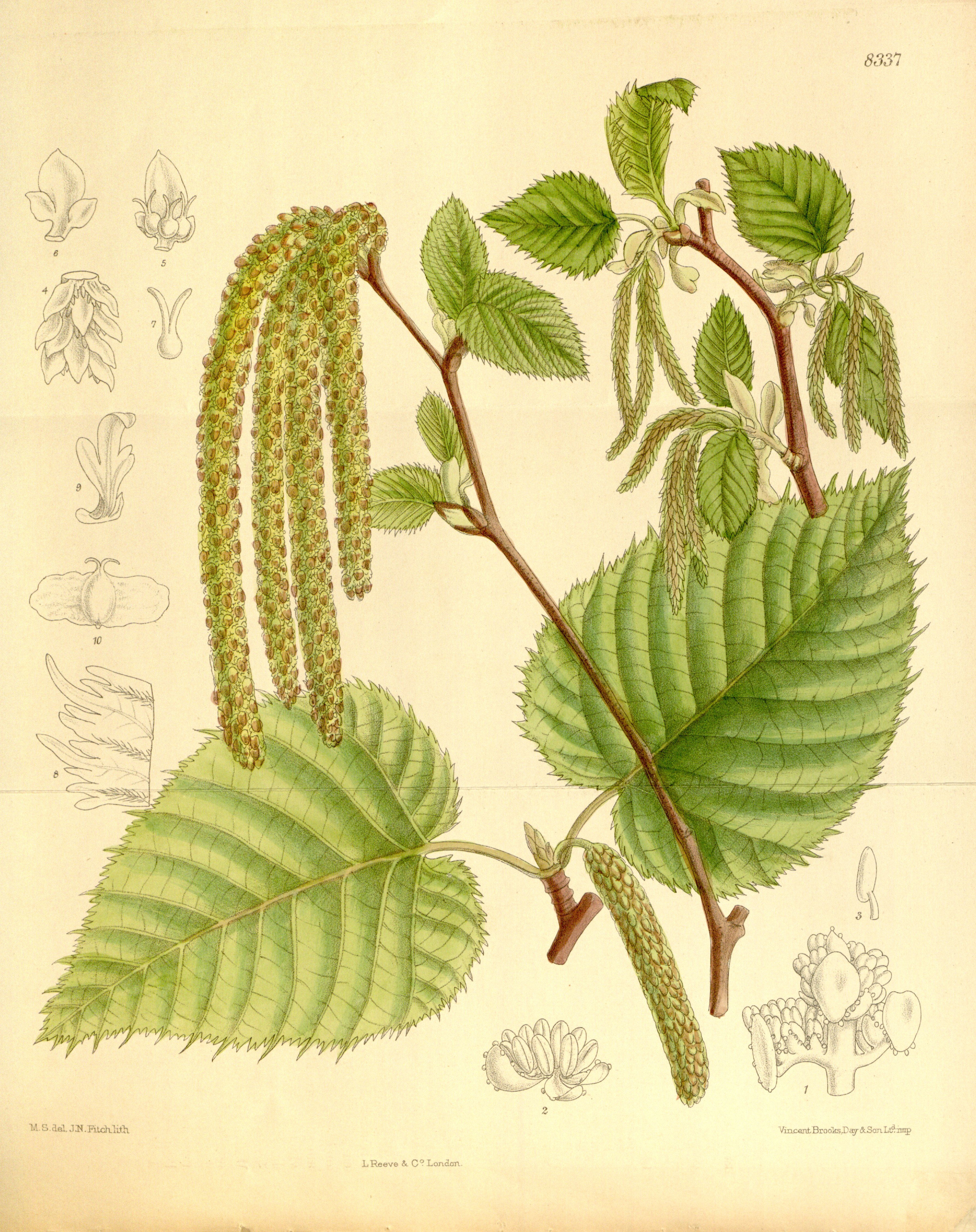

Це велике швидкоросле довгоживуче дерево до 30 м заввишки. Крона розгалужена й широка. Кора спочатку оранжево-бура, пізніше від сірої до білувато-помаранчевої, тонко лущиться. Листки широко-яйцеподібні, довжиною від 8 до 16 сантиметрів, загострені з глибоко серцеподібною основою та подвійно-пилчастим краєм; верхній бік листка темно-зелений і спочатку запушений, нижній бік має пахвові борідки; листкові ніжки 1.5–4.4 см; восени листя стає золотисто-жовтим, прожилки часто червоніють. 

## Поширення й екологія
Поширення: Японія (Хоккайдо, Хонсю); Росія (Курильські острови). Зустрічається в змішаних прохолодних помірних лісах на низькій висоті і часто є панівним. Здається, цей вид більш стійкий до посухи, ніж багато інших беріз.

## Використання
Деревина використовується для меблів, клепок, шпону, а також для паперу. Декоративна рослина. До Європи завезений у 1888 році (Англія).